# فرهنگ آریان‌پور
فرهنگ آریان‌پور (فرهنگ پیشرو آریان پور) نام سلسله فرهنگ‌های انگلیسی به فارسی و فارسی به انگلیسی در حجم‌های گوناگون است که عباس آریان‌پور کاشانی و منوچهر آریان‌پور کاشانی آن را تألیف و مؤسسهٔ انتشارات امیرکبیر آن را در سال ۱۳۵۳ خورشیدی منتشر گردیده است.
به‌تازگی نسل سوم فرهنگ‌های آریانپور را انتشارات جهان رایانه به طبع رسانده که بزرگ فرهنگ انگلیسی به فارسی پیشرو آریانپور در ۷ جلد و فارسی به انگلیسی در ۴ جلد از جملهٔ آن‌ها می‌باشد.